# Elecciones municipales de Mariscal Nieto de 2014
Las elecciones municipales de Mariscal Nieto de 2014 se llevaron a cabo el 5 de octubre de 2014 para elegir al alcalde y al Concejo Provincial de Mariscal Nieto para el periodo 2015-2018. La elección se celebró simultáneamente con elecciones regionales y municipales (provinciales y distritales) en todo el Perú.

## Sistema electoral
La Municipalidad Provincial de Mariscal Nieto es el órgano administrativo y de gobierno de la provincia de Mariscal Nieto. Está compuesta por el alcalde y el Concejo Provincial.
La votación del alcalde y el concejo se realiza en base al sufragio universal, que comprende a todos los ciudadanos nacionales mayores de dieciocho años, empadronados y residentes en la provincia de Mariscal Nieto y en pleno goce de sus derechos políticos, así como a los ciudadanos no nacionales residentes y empadronados en la provincia de Mariscal Nieto.
El Concejo Provincial de Mariscal Nieto está compuesto por 9 regidores elegidos por sufragio directo para un período de cuatro (4) años, en forma conjunta con la elección del alcalde (quien lo preside). La votación es por lista cerrada y bloqueada. Se asigna a la lista ganadora los escaños según el método d'Hondt o la mitad más uno, lo que más le favorezca. Es elegido como alcalde el candidato que ocupe el primer lugar de la lista que haya obtenido la más alta votación.

## Composición del Concejo Provincial de Mariscal Nieto
La siguiente tabla muestra la composición del Concejo Provincial de Mariscal Nieto antes de las elecciones.
| Partidos | Partidos                                       | Regidores |
| -------- | ---------------------------------------------- | --------- |
|          | Avancemos por la Unidad y la Grandeza          | 6         |
|          | Movimiento Independiente Unidos Vamos Adelante | 2         |
|          | Compromiso y Desarrollo                        | 1         |

## Partidos y candidatos
A continuación se muestra una lista de los principales partidos y alianzas electorales que participaron en las elecciones:
| Candidatura | Candidatura | Partidos y alianzas                                                           | Candidatos | Candidatos                     | Ideología                                                          | Resultado previo | Resultado previo | Ref. |
| Candidatura | Candidatura | Partidos y alianzas                                                           | Candidatos | Candidatos                     | Ideología                                                          | Votos (%)        | Reg.             | Ref. |
| ----------- | ----------- | ----------------------------------------------------------------------------- | ---------- | ------------------------------ | ------------------------------------------------------------------ | ---------------- | ---------------- | ---- |
|             | UVA         | Lista - Movimiento Independiente Unidos Vamos Adelante (UVA)                  |            | Luis Zubia Cortez              | Regionalismo moqueguano                                            | 33.83%           | 2                |      |
|             | Por Ti      | Lista - Integración Regional por Ti (Por Ti)                                  |            | Abraham Ponce Sosa             | Regionalismo moqueguano                                            | 7.20%            | 0                |      |
|             | AP          | Lista - Acción Popular (AP)                                                   |            | Sin información disponible     | Partido atrapalotodo                                               | 0.93%            | 0                |      |
|             | APP         | Lista - Alianza para el Progreso (APP)                                        |            | Johan Flores Villegas          | Liberalismo económico Conservadurismo liberal Populismo de derecha | Nuevo            | Nuevo            |      |
|             | FA          | Lista - Frente Amplio (FA)                                                    |            | Sandra Gonzales Gómez          | Socialismo Ecologismo Descentralización                            | Nuevo            | Nuevo            |      |
|             | VP          | Lista - Vamos Perú (VP)                                                       |            | José Diez Canseco Rivero       | Populismo Socialdemocracia                                         | Nuevo            | Nuevo            |      |
|             | LÍDER       | Lista - Movimiento Lista de Integración para el Desarrollo Regional (LÍDER)   |            | Hugo Quispe Mamani             | Regionalismo moqueguano                                            | Nuevo            | Nuevo            |      |
|             | FIRME       | Lista - Frente de Integración Regional Moquegua Emprendedora - FIRME (FIRME)  |            | Cristala Constantinides Rosado | Regionalismo moqueguano                                            | Nuevo            | Nuevo            |      |
|             | CM          | Lista - Movimiento Político Regional Contigo Moquegua (CM)                    |            | Carlos Huapaya Chumpitaz       | Regionalismo moqueguano                                            | Nuevo            | Nuevo            |      |
|             | IND         | Lista - Lista Independiente N° 1 Movimiento Independiente Regional Es la Hora |            | Graciela Manchuria Ccopa       | Localismo nietino                                                  | Nuevo            | Nuevo            |      |

## Sondeos de opinión
Las siguientes tablas enumeran las estimaciones de la intención de voto en orden cronológico inverso, mostrando las más recientes primero y utilizando las fechas en las que se realizó el trabajo de campo de la encuesta. Cuando se desconocen las fechas del trabajo de campo, se proporciona la fecha de publicación.
Leyenda:
     Sondeo realizado en el periodo de prohibición legal de la difusión de sondeos de intención de voto.

### Intención de voto
La siguiente tabla enumera las estimaciones ponderadas (sin incluir votos en blanco y nulos) de la intención de voto.
|                                |            |   |      |      |     |     |     |     |  |  |  |  |  |
| Elecciones municipales de 2014 | 5 oct 2014 | — | 38.9 | 35.2 | 9.2 | 5.4 | 4.2 | 3.7 |  |  |  |  |  |
|                                |            |   |      |      |     |     |     |     |  |  |  |  |  |
| Ipsos Perú/América             | 5 oct 2014 | ? | 38.1 | 37.7 | 9.5 | –   | –   | 0.4 |  |  |  |  |  |

## Resultados

### Sumario general
|                        |                                                                             |              |              |              |           |           |  |  |
| Partidos y coaliciones | Partidos y coaliciones                                                      | Voto popular | Voto popular | Voto popular | Regidores | Regidores |  |  |
| Partidos y coaliciones | Partidos y coaliciones                                                      | Votos        | %            | ±pp          | Total     | +/−       |  |  |
|                        | Movimiento Líder - Lista de Integración para el Desarrollo Regional (LÍDER) | 18,564       | 38.91        | n/a          | 6         | +6        |  |  |
|                        | Movimiento Independiente Unidos Vamos Adelante - Mi Uva (UVA)               | 16,795       | 35.21        | +1.38        | 3         | +1        |  |  |
|                        | Frente de Integración Regional Moquegua Emprendedora - FIRME (FIRME)        | 4,401        | 9.23         | Nuevo        | 0         | ±0        |  |  |
|                        | Movimiento Político Regional Contigo Moquegua (Contigo Moquegua)            | 2,570        | 5.39         | Nuevo        | 0         | ±0        |  |  |
|                        | Alianza para el Progreso (APP)                                              | 2,004        | 4.20         | Nuevo        | 0         | ±0        |  |  |
|                        | Frente Amplio (FA)                                                          | 1,476        | 3.09         | Nuevo        | 0         | ±0        |  |  |
|                        | Lista Independiente N° 1 Movimiento Independiente Regional Es la Hora       | 633          | 1.33         | n/a          | 0         | ±0        |  |  |
|                        | Vamos Perú (VP)                                                             | 616          | 1.29         | Nuevo        | 0         | ±0        |  |  |
|                        | Integración Regional por Ti (Por Ti)                                        | 422          | 0.88         | –6.32        | 0         | ±0        |  |  |
|                        | Acción Popular (AP)                                                         | 224          | 0.47         | –0.46        | 0         | ±0        |  |  |
|                        |                                                                             |              |              |              |           |           |  |  |
| Total                  | Total                                                                       | 47,705       |              |              | 9         | ±0        |  |  |
|                        |                                                                             |              |              |              |           |           |  |  |
| Votos válidos          | Votos válidos                                                               | 47,705       | 87.51        | –0.63        |           |           |  |  |
| Votos en blanco        | Votos en blanco                                                             | 3,107        | 5.70         | –1.44        |           |           |  |  |
| Votos nulos            | Votos nulos                                                                 | 3,702        | 6.79         | +2.07        |           |           |  |  |
| Votos emitidos         | Votos emitidos                                                              | 54,514       | 88.14        | –2.25        |           |           |  |  |
| Abstenciones           | Abstenciones                                                                | 7,338        | 11.86        | +2.25        |           |           |  |  |
| Votantes registrados   | Votantes registrados                                                        | 61,852       |              |              |           |           |  |  |
|                        |                                                                             |              |              |              |           |           |  |  |
| Fuente:                |                                                                             |              |              |              |           |           |  |  |

## Elecciones municipales distritales

### Resultados por distrito
La siguiente tabla enumera el control de los distritos de la provincia de Mariscal Nieto. El cambio de mando de una organización política se resalta del color de ese partido.
| Distrito                 | Alcalde(sa) titular        | Partido político | Partido político            | Alcalde(sa) electo(a)     | Partido político | Partido político               |
| ------------------------ | -------------------------- | ---------------- | --------------------------- | ------------------------- | ---------------- | ------------------------------ |
| Carumas                  | Ilario Pacheco Ramos       |                  | Avancemos por la Unidad     | Romel Cuayla Gutiérrez    |                  | Unidos Vamos Adelante          |
| Cuchumbaya               | Pablo Tala Torres          |                  | Avancemos por la Unidad     | Vladimir Gonzales Maquera |                  | Unidos Vamos Adelante          |
| Samegua                  | Carmen Zeballos Eyzaguirre |                  | Integración Regional por Ti | José Flores Vera          |                  | Dignidad Sameguana             |
| San Cristóbal de Calacoa | Juan Choque Nina           |                  | Integración Regional por Ti | Alfredo Nina Calizaya     |                  | Integración para el Desarrollo |
| Torata                   | Ángel Hurtado Jiménez      |                  | Nuevo Torata                | Jubencio Palomino Flores  |                  | Unidos por el Cambio           |